# Sandra Alonso Domínguez
Sandra Alonso Domínguez   (Ciutat de Mèxic, 19 d'agost de 1998) és una ciclista espanyola, que realitza ciclisme de carretera. Actualment milita a l'equip Ceratizit-WNT Pro Cycling
En els seus inicis al 2014 va ser campiona d'Espanya de ruta, persecució i scratch en categoria cadet. En el seu palmarès hi destaquen les dues victòries en categoria professional, a la Setmana Ciclista Valenciana i al Tour de Normandia.

## Palmarès en ruta
2016
- 1a Torneig Euskandun júnior

2019
- 1a al Trofeu Govern de la Rioja, Entrena

2020
- 1a al Campionat d'Euskadi
- 1a al Premi Ajuntament Sopelana
- 1a al Karmen Saria
- 1a a la Challenge Murcia i vencedora d'una etapa

2021
- Vencedora d'una etapa a la Setmana Ciclista Valenciana
- 1a a la Clàssica de l'Arròs

2024
- Vencedora d'una etapa al Tour de Normandia
- Vencedora d'etapa a la Volta a Turíngia
- 1a al Tour de Guangxi

### Resultats a les Grans Voltes

#### Resultats al Giro d'Itàlia
- 2018: 125a
- 2019: 112a
- 2020: abandona a la 9a etapa
- 2021: fora de control a la 4a etapa

#### Resultats al Tour de França
- 2022: 44a posició
- 2023: 92a posició
- 2024: 83a posició

## Palmarès en pista
2017
- Campiona d'Espanya en persecució

2019
- Campiona d'Espanya en persecució